# Ціцматіані
Ціцматіані (груз. წიწმატიანი) — село в Грузії.
За даними перепису населення 2014 року в селі проживає 522 особа.